# 大雲院 (鳥取市)
大雲院（だいうんいん）は、鳥取県鳥取市立川町にある天台宗の寺院。山号は乾向山、寺号は東隆寺。本尊は阿弥陀如来。中国三十三観音霊場第三十三番札所である。

## 歴史
1650年（慶安3年）鳥取藩主池田光仲の開基により創建された寺で、当初は淳光院と号していたが、1814年（文化11年）に大雲院と称した。鳥取東照宮（現在の樗谿神社）の別当寺であり東照宮に隣接していた。藩政時代は鳥取藩における徳川将軍家位牌所として繁栄した。明治時代になり神仏分離令により別当寺を解かれ、現在の地に移転された。

## 文化財
重要文化財（国指定）
- 金字法華経 巻第二、第四（各巻首に伏見天皇宸翰、紙背に伏見天皇宸翰消息あり）

## 隣の札所
中国三十三観音霊場
32 観音院  —  33 大雲院